# Vlorski okrug
Vlorski okrug (albanski: Qarku i Vlorës) je jedan od 12 okruga u Albaniji. Glavni grad okruga je Vlora (Valona).
Sastoji se od sljedećih distrikata:
- Delvinski distrikt
- Sarandski distrikt
- Vlorski distrikt

Na zapadu, okrug izlazi na Otrantska vrata, a na krajnjem jugoistoku graniči s Grčkom. Unutar Albanije, Vlorski okrug graniči sa sljedećim okruzima:
- Fierski okrug: sjever
- Gjirokastërski okrug: istok